# Trens Intercidades (São Paulo)
Os Trens Intercidades (TIC) são um projeto da CPTM e do governo do estado de São Paulo, para ligações regionais por via ferroviária dentro do estado.
Inicialmente, são previstos quatro eixos, o primeiro entre a região metropolitana de São Paulo e a de Campinas, concessionado à operadora TIC Trens. Os outros três, em ordem de prioridade, são entre São Paulo e Sorocaba, São José dos Campos e a Baixada Santista. Os eixos são nomeados de acordo com os pontos cardeais a partir de São Paulo, sendo o de Campinas denominado Eixo Norte, Sorocaba, Eixo Oeste, São José dos Campos, Eixo Leste e Santos, Eixo Sul.

## História
Na década de 2010, uma grande rede foi estudada, paralelamente ao arquivado projeto do Trem de Alta Velocidade.
A estação inicial na capital já foi cogitada em diferentes locais, inicialmente Água Branca, para as Linhas Campinas e Sorocaba, Penha para a Linha São José dos Campos, e São Carlos para a Linha Santos. onde haveriam integração com diversas linhas, Após no Bom Retiro, onde se pretendia construir uma grande estação de Integração. E por fim na Barra Funda, havendo integração com a Linha 3 - Vermelha, 7 - Rubi e 8 - Diamante.
Na década de 2020, os projetos de Trem Intercidades começaram a ser efetivamente contratados, através de concessões e parcerias público-privadas, com o TIC Eixo Norte tendo sido leiloado em 2024, o Eixo Oeste, passado por audiências públicas em 2025 e os eixos Leste e Sul em estudos para leilão em 2027.
Em 2025, foram revelados outros sete eixos em estado embrionário, nenhum atendendo diretamente ao município de São Paulo, entre Campinas e Araraquara, São José dos Campos e Taubaté, Santos e Cajati, Sorocaba e Marília (via Bauru), Sorocaba e Campinas (via Itu), Campinas a Ribeirão Preto e Ribeirão Preto a Franca. Destes, tem prioridade o eixo entre Sorocaba e Ribeirão Preto, que engloba os trechos Sorocaba-Campinas-Ribeirão Preto.

## Eixo Norte
A linha para Campinas terá 101 km de extensão, partindo de São Paulo e parando somente em Jundiaí e Campinas, com velocidade máxima de 140 km/h e tempo estimado de percurso de 60 minutos. Sua estação inicial na capital estava prevista como Barra Funda no momento da assinatura do contrato, mas no ano seguinte, com o desenvolvimento do projeto pela concessionária, e antecipando a inauguração da linha 6 - Laranja do metrô, decidiu-se por uma reconstrução da estação Água Branca, que passaria a abrigar não somente as linhas 6 - Laranja, 7 - Rubi e 8 - Diamante, mas também a linha 3 - Vermelha e os eixos Norte e Oeste do TIC, removendo-se a parada em Barra Funda.
Junto ao TIC, faz parte do contrato o chamado TIM, Trem Intermetropolitano, que partirá da estação Jundiaí e chegará a Campinas, parando nas estações intermediárias de Louveira, Vinhedo e Valinhos, com trens similares aos da Série 9500 e tempo de viagem previsto de 33 minutos.
Durante muito tempo cogitou-se retificar o trajeto ferroviário, mas este projeto foi abandonado devido aos custos.
Nos anos 2020, com a concessão das linhas da CPTM, a linha 7 - Rubi foi concedida junto do projeto do TIC Eixo Norte, em 2024, à TIC Trens, empresa dos grupos Comporte e CRRC.

## Eixo Oeste
Linha teria, inicialmente, seu traçado entre a capital e Sorocaba, e chegou a ter projeto concluído, com pedidos de agilidade do então Prefeito de Sorocaba, José Crespo.
O projeto previa partidas da Água Branca, passando por São Roque e pelo distrito de Brigadeiro Tobias. Foi arquivado, e teve estudos retomados após promessas políticas.
Também chegou a ser  marcada parada em Mairinque. Em 2030 era prevista a ligação a Itapetininga, também cogitada parada em Tatuí, não levada adiante.
Em 2025, o Eixo Oeste dos TICs foi revelado ao público, através de audiências públicas, e terá terminais em Água Branca e Sorocaba, em vias completamente novas, utilizando o leito da Estrada de Ferro Sorocabana com diversas retificações, de modo a atingir os planejados 140 km/h. O projeto prevê dois serviços, um expresso, parando somente nos terminais, e um parador, obedecendo parada em quatro estações intermediárias, Brigadeiro Tobias, São Roque, Amador Bueno e Carapicuíba, com possibilidade de acrescentar as estações de Alumínio e Mairinque como investimentos contingentes. Seu leilão está planejado para ocorrer em meados de 2026.

## Eixo Leste
Projetado inicialmente para utilizar um trajeto retificado e conectar a capital a São José dos Campos, sofreu alteração e hoje é estudado através da rede existente. Há dois trajetos em estudo, um passando por Jacareí e Mogi das Cruzes e outro pela variante do Parateí, percurso com menos curvas mas distante dos centros habitados dos municípios. Um terceiro percurso, utilizando a faixa de domínio da rodovia Ayrton Senna, também está em estudos.
Não há um trajeto definido, nem um serviço parador, ou formato de operação.

## Eixo Sul
Certamente o projeto mais incerto para o Trem Intercidades. Chegou a ser planejado através de um túnel de 30 km sob a Serra do Mar, na década de 2010.
Em 2019, foram realizados testes com trem de passageiros pelo sistema de Cremalheiras de Paranapiacaba, inicialmente de forma turística.
Na Baixada Santista, três percursos são estudados, um utilizando o leito da linha 10 - Turquesa e a descida da serra em Paranapiacaba, outro utilizando o leito da linha 9 - Esmeralda e a descida da ferrovia Mairinque-Santos e um último considerando uma descida nova a partir da rodovia dos imigrantes.